# Saison 2007 des Dragons catalans
Maillots
Deuxième saison de Super League pour les Dragons catalans.

## Résumé
Après la rénovation du Stade Gilbert-Brutus en 2006, c'est au tour du chantier sur le recrutement d'être mis à l'œuvre en cette saison 2007. En effet, c'est pratiquement la moitié de l'équipe qui va être renouvelée, avec pas moins de 14 recrutements. On notera donc les arrivées de six Français (Dimitri Pelo, David Ferriol, Sébastien Raguin, Vincent Duport, Olivier Charles et Cyril Stacul), de six Australiens (Clint Greenshields, Adam Mogg, Casey McGuire, Jason Croker, Aaron Gorrell et Luke Quigley) et de deux jeunes frères néo-zélandais (Kane Bentley et Andrew Bentley). Un recrutement lourd mais qui paiera en fin de saison.
Les Dragons finiront la saison régulière à la 10e place de la Super League, avec 10 victoires, 1 nul et 16 défaites.
Mais là où les Dragons vont se distinguer, c'est en Challenge Cup. L'équipe va créer l'exploit en atteignant la finale de la compétition en se débarrassant de grands clubs comme les Wigan Warriors ou Hull FC.
Il rencontreront en finale, au stade Wembley et devant 84 241 supporters, la légendaire équipe des Saints de Saint Helens. Cela faisait 19 ans qu'une telle affluence n'avait pas été atteinte dans cette compétition. Les Dragons s'inclineront logiquement sur le score de 30 à 8.
En fin de saison, le Petit Général, Stacey Jones, prendra sa retraite de joueur. Il rentrera chez lui en Australie.

## Bilan
- Super League : 10e place.
- Playoffs : Non qualifié.
- Challenge Cup : Finale.

## Récompense
- Adam Mogg : Élu dans l'équipe type de Super League.
- Clint Greenshields : Meilleur joueur de ballon de Super League avec 513 possessions de balle.

## Affluence à domicile
- Affluence moyenne : 8 173 spectateurs.
- Plus forte affluence : 9 200 spectateurs.
- Moins forte affluence : 7 052 spectateurs.

## Transfert
- Arrivées :
  -  Olivier Charles (Villeneuve XIII Rugby League ).
  -  Jason Croker (Canberra Raiders ).
  -  David Ferriol (XIII Limouxin ).
  -  Aaron Gorrell (St George Illawarra Dragons ).
  -  Clint Greenshields (St George Illawarra Dragons ).
  -  Casey McGuire (Brisbane Broncos ).
  -  Adam Mogg (Canberra Raiders ).
  -  Dimitri Pelo (Gold Coast Titans ).
  -  Luke Quigley (Newcastle Knights ).
  -  Sébastien Raguin (Toulouse Olympique ).
  -  Cyril Stacul (Villeneuve XIII Rugby League ).
  -  Andrew Bentley (Union treiziste catalane ).
  -  Kane Bentley (Union treiziste catalane ).
  -  Vincent Duport (Union treiziste catalane ).
- Départs :
  -  Chris Beattie (Lézignan Corbières Rugby League ).
  -  Aurélien Cologni (Lézignan Corbières Rugby League ).
  -  Laurent Frayssinous (Retraite).
  -  Renaud Guigue (Racing Club de Carpentras XIII du Comtat ).
  -  Ian Hindmarsh.
  -  Mark Hughes.
  -  Pascal Jampy (Union treiziste catalane ).
  -  Sébastien Martins (Salanque Méditerranée Pia XIII ).
  -  Julien Rinaldi (Harlequins Rugby League ).
  -  Sean Rudder.
  -  Teddy Sadaoui (Association sportive Carcassonne XIII ).
  -  Bruno Verges (Union treiziste catalane ).
  -  Frédéric Zitter (Lyon Villeurbanne Rhône XIII ).